# Purpuricenus axillaris
Purpuricenus axillaris es una especie de escarabajo longicornio del género Purpuricenus, tribu Trachyderini, familia Cerambycidae. Fue descrita científicamente por Haldeman en 1847.
Se distribuye por América del Norte: Canadá y los Estados Unidos. Mide 10,5-18,45 milímetros de longitud. El período de vuelo ocurre en los meses de mayo, junio, julio y agosto. Parte de su dieta se compone de plantas de las familias Fagaceae y Juglandaceae.